# Orto Botanico Riserva Lago di Penne

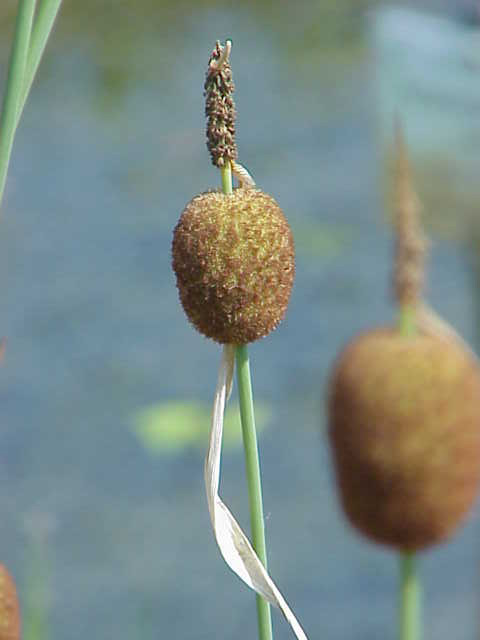
Typha minima en el lago di Penne, símbolo del jardín botánico.

El Jardín Botánico de la Reserva del Lago de Penne (italiano : Orto Botanico Riserva Lago di Penne es un jardín botánico de 1 hectárea de extensión situado en el interior de la "Riserva Lago di Penne", Penne, Italia. El símbolo del jardín es la espadaña

## Localización
Orto Botanico Riserva Lago di Penne,  "Riserva Lago di Penne", Penne, Provincia di Pescara, Abruzzo, Italia.42°27′0″N 13°55′0″E / 42.45000, 13.91667

## Historia
En los años 80, un grupo de naturalistas comenzó el proyecto de protección del medio ambiente en todo el embalse llamado "lago di Penne", que se creó a través de la construcción de represas en el río Tavo.  
La creación del lago artificial, había dado origen a un importante lugar para el descanso y cría de aves de paso, además de las aves sedentarias de la zona. 
En el año 1985, la provincia de Pescara prohibió las prácticas de caza en esas zonas, un preludio a la creación de la Reserva en 1987, con una legislación regional específica. El jardín botánico fue establecido en el interior de la reserva en 1989.
Aunque oficialmente la gestión de la reserva sería el pueblo de Penne, de hecho, la gestión operativa y la tecnología, se realiza principalmente por la cooperativa "COGECSTRE", y la WWF. 

## Colecciones
Alberga plantas organizadas según su procedencia geográfica y ubicación ecológica.
Además alberga las plantas silvestres de la zona tales como el tomillo, mejorana, lavanda y menta.

## Fauna
Entre las aves de la zona: somormujo lavanco, garceta común, martinete común, grullas, las cigüeña negra y blanca, el morito, la espátula, jilguero, el pico gordo, la curruca mosquitera, el escribano montecino, el alcaudón común, y el mirlo común. 
Dentro de la reserva se encuentra el centro de la nutria, de hecho, en 1991, la WWF indicó que la reserva por la limpieza de sus aguas y la vegetación de sus orillas es un lugar ideal para la cría en cautividad de estos mamíferos. Una actividad que se coordina con otras ciudades italianas y de Europa. 
Otros mamíferos vistos en la reserva es el tajón, así como numerosos pequeños roedores, bastante comunes fuera del área protegida. 

## Vistas de la Reserva

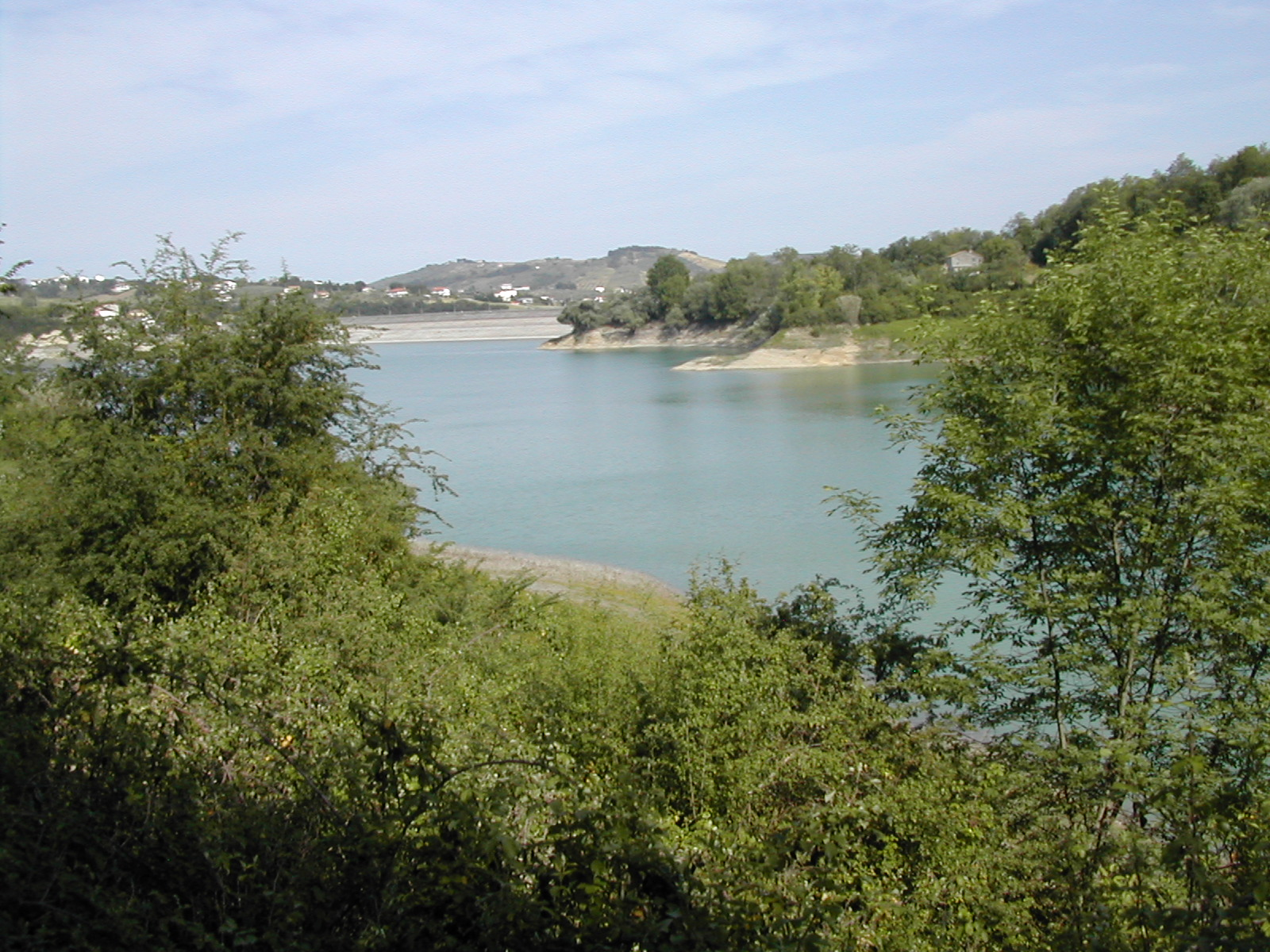
Vista del embalse
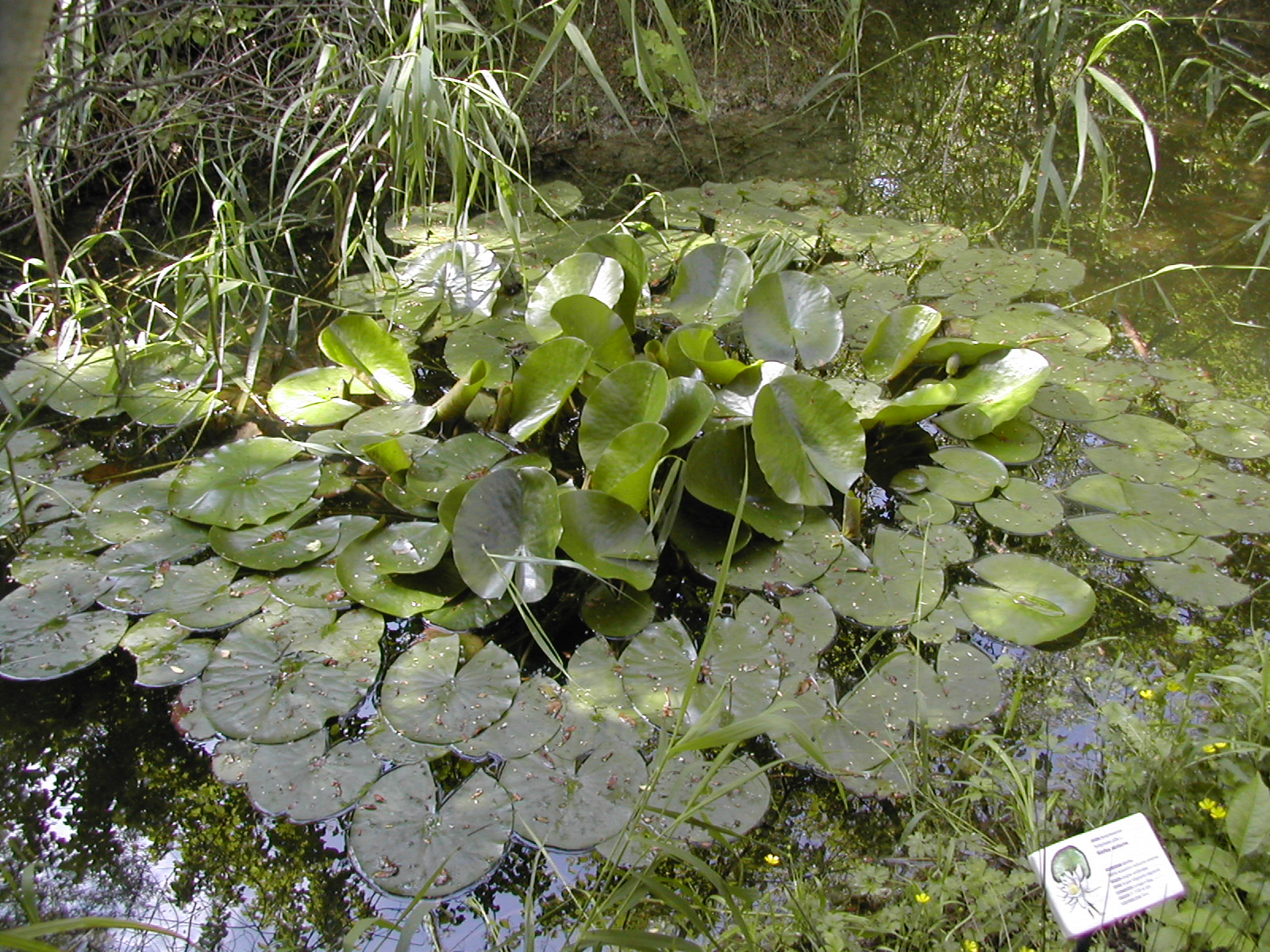
Plantas acuáticas
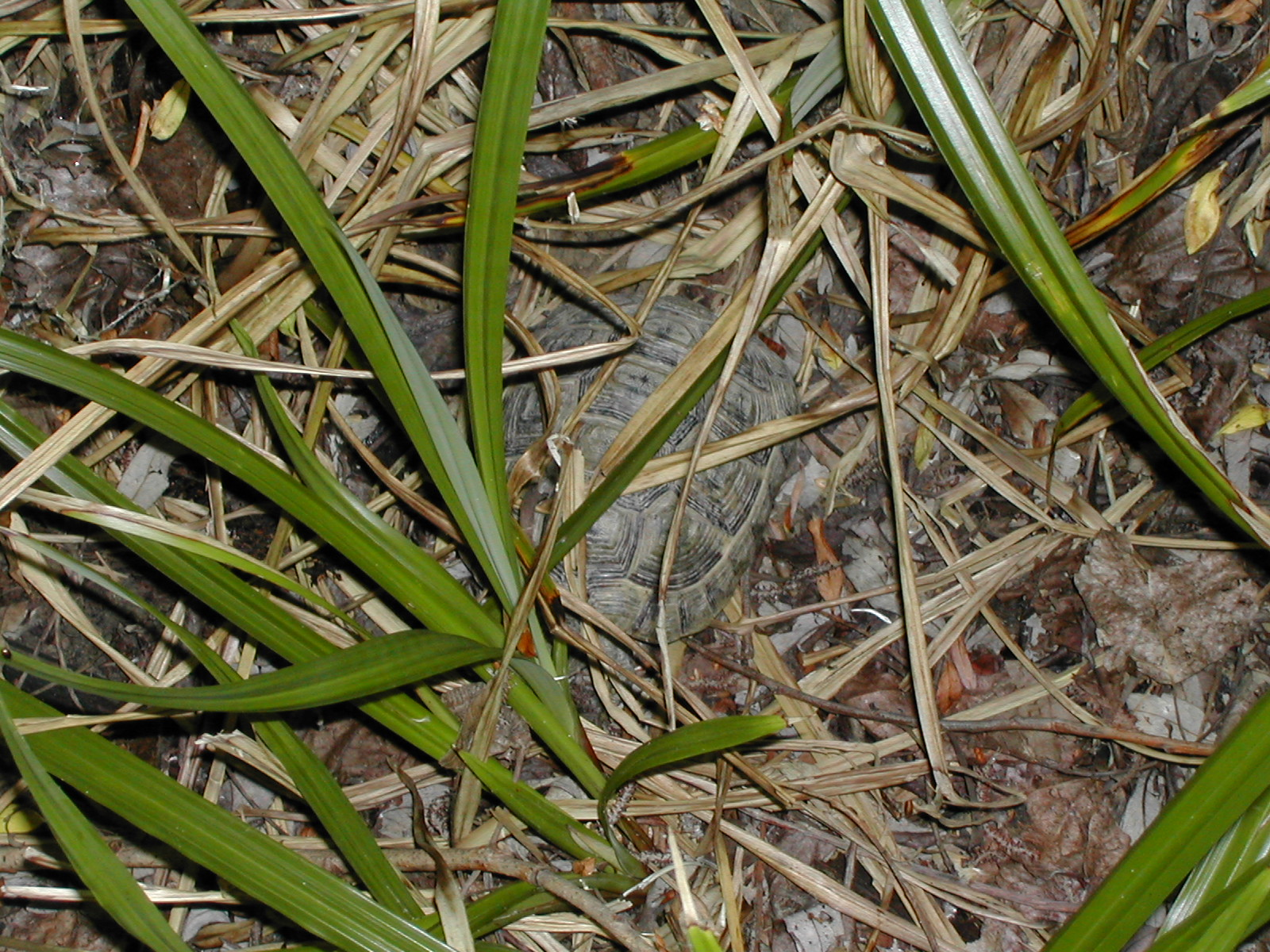
área faunística, tortuga común
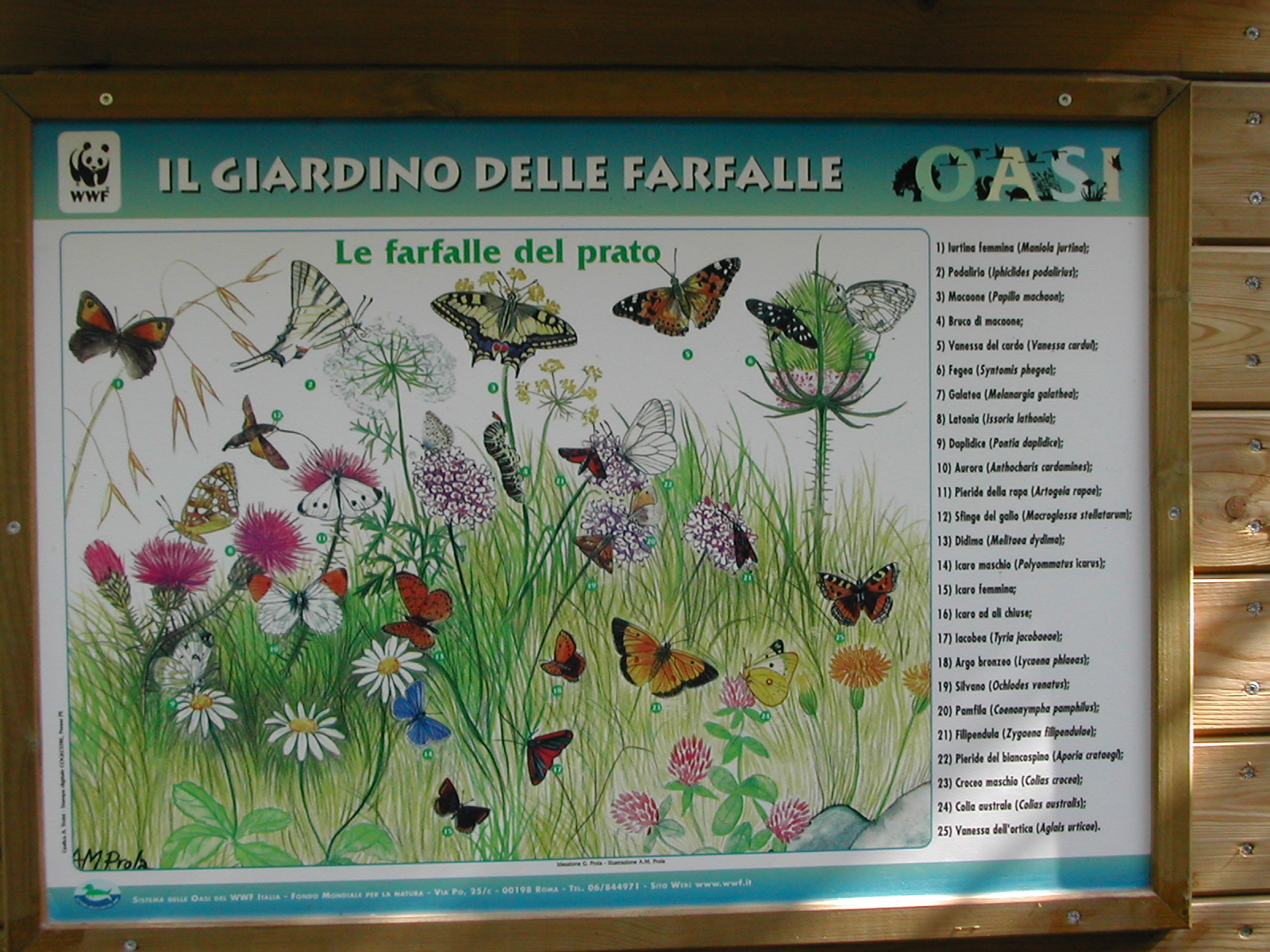
Jardín de las mariposas
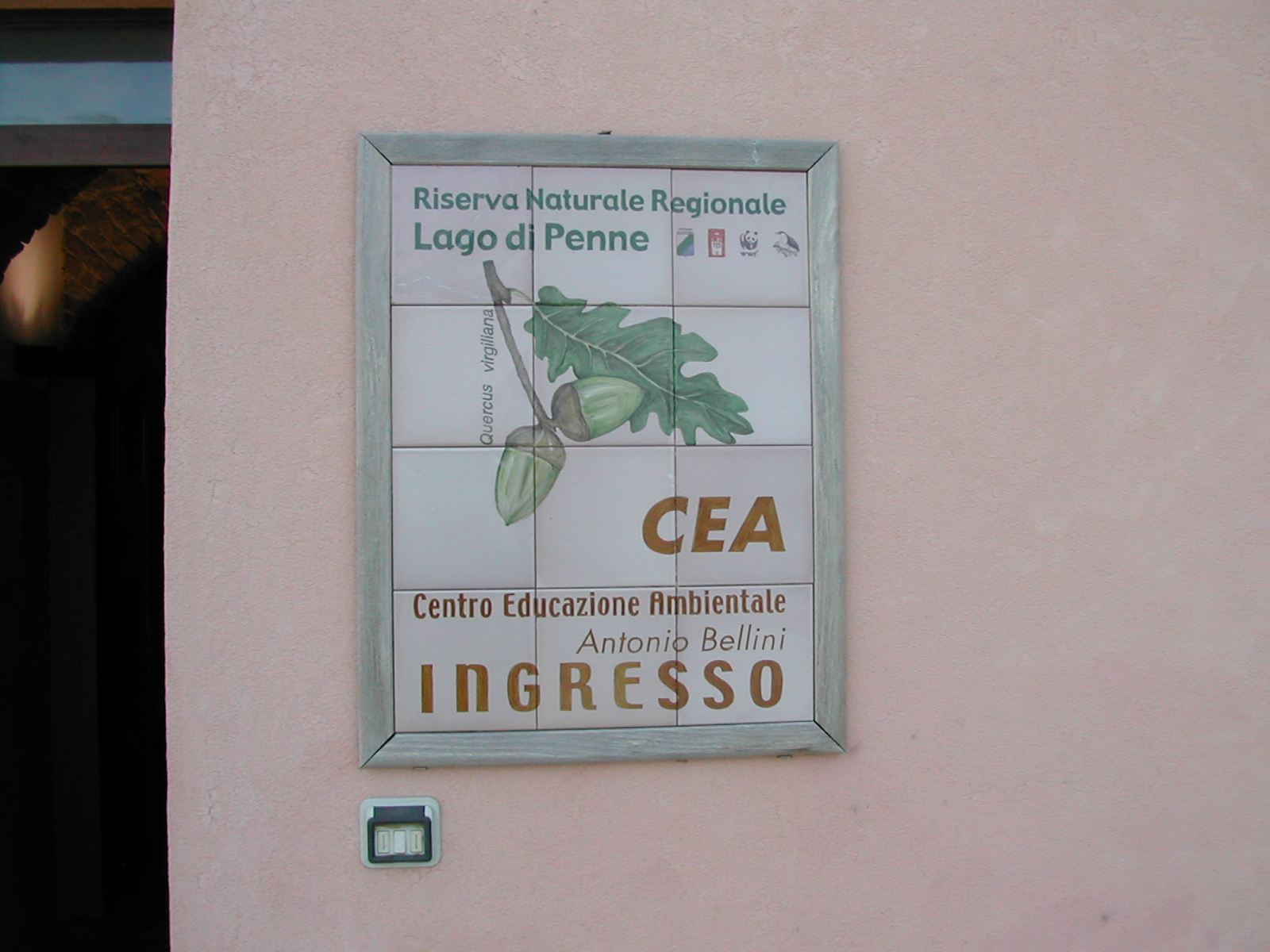
Centro di Educazione Ambientale Antonio Bellini
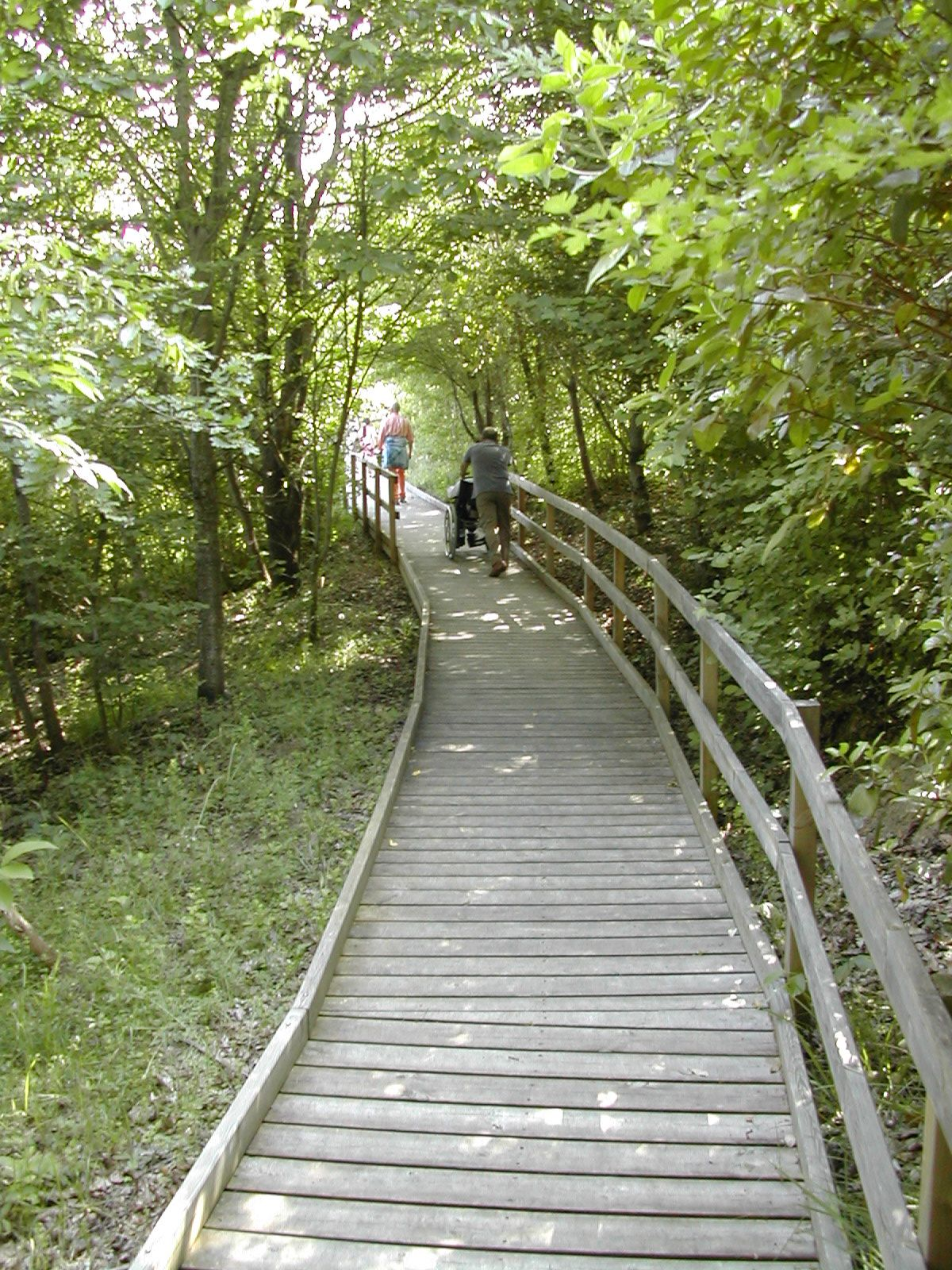
Sendero de  naturaleza